# Lac d'Altore
Le lac d'Altore (lavu d'Altore en corse), souvent improprement appelé « lac du Col Perdu » ou « lac Perdu », est un lac de montagne de Haute-Corse, dans le bassin hydrologique du Golo sur la commune de Asco.

## Géographie
Pièce d'eau ultime de la vallée d'Asco, en contrebas de la Bocca Tumasginesca (2 183 m) (ou Col Perdu), le lac d'Altore est sur le bassin hydrologique de l'Asco donc du Golo. Il est situé à environ 2 050 mètres d'altitude à moins d'un kilomètre de la Punta Minuta (2 556 mètres) et à moins de deux kilomètres à vol d'oiseau du lac du Cinto. Il est accompagné d'une seconde pièce d'eau, plus petite, à 2 035 mètres d'altitude.

### Itinéraire du GR 20
Le refuge d'Altore du GR 20, construit sur un éperon rocheux à proximité du lac, a été détruit par un incendie en 1985. À la suite de cela, le GR qui passait originellement par les crêtes depuis bocca di Stagnu, descend  à la station du Haut-Asco, qui constitue une nouvelle étape. Depuis juin 2015, après un éboulement qui a couté la vie à 7 randonneurs dans le cirque de la Solitude, le GR 20 ne passe plus près du lac d'Altore.